# Pieter Sjoerds Gerbrandy
Pieter Sjoerds Gerbrandy (nascido Pieter Gerbrandij; Goënga, 13 de abril de 1885–Haia, 7 de setembro de 1961)  foi um advogado holandês, professor de direito comercial, processo civil e direito de falências na Universidade Livre de Amsterdã, político e membro da Segunda Câmara do Partido Antirrevolucionário (1948-1959) e membro e presidente do Conselho da Rádio (desde 1929). Ele foi Ministro da Justiça (1939-1942), Colônias (ad interim) (1941-1942) e Guerra Geral do Reino (1942-1945) e Primeiro-ministro dos Países Baixos (1940-1945) em Londres durante a Segunda Guerra Mundial. De 1955 até sua morte foi Ministro de Estado.   

## Biografia

### Infância e carreira
O reformado Gerbrandy nasceu na aldeia de Goënga, perto de Sneek, em uma família de agricultores prósperos. Seu pai era vereador de Wymbritseradeel e membro do executivo provincial da Frísia. Ele era um frísio étnico, e seu nome é estilizado da maneira tradicional frísia: primeiro nome ("Pieter"), patronímico ("Sjoerds", que significa "filho de Sjoerd"), sobrenome (Gerbrandy). Aliás, o nome Gerbrandy também é um patronímico, já que seu tataravô Jouke Gerbrens (1769 – 1840) adotou "Gerbrandy" como nome de família em 30 de dezembro de 1811. 
Gerbrandy frequentou o ensino médio em um internato cristão protestante em Zetten. Ele então estudou direito na Universidade Livre de Amsterdã, onde obteve seu doutorado em Heimstättenrecht em 1911. Gerbrandy queria apoiar o pequeno agricultor com bancos de crédito agrícola e fortalecer a posição do arrendatário. Depois de um período como advogado e procurador em Leiden, onde defendeu os direitos dos trabalhadores têxteis, obteve salários mais elevados e defendeu o sindicato cristão , estabeleceu-se em Sneek em 1914. Lá ele esteve envolvido como advogado, entre outras coisas, em um caso contra Fedde Schurer.  Em 1918, como capitão da reserva, fez parte do primeiro grupo de soldados voluntários que veio para Haia, após a tentativa de Troelstra de declarar a revolução socialista para suprimi-la.
De 1920 a 1930, Gerbrandy foi membro do Executivo Provincial da Frísia pelo Partido Antirrevolucionário. Em 1930 retornou à Universidade Livre de Amsterdã como professor. Em 1929 tornou-se também membro do Conselho da Rádio e em 1937 presidente de quatro outros comitês de radiodifusão. Devido a esta última promoção, renunciou ao cargo de membro do Senado pela ARP, para o qual foi eleito em setembro de 1937.  Outra atividade paralela de Gerbrandy, além de sua cátedra, foi sua assessoria jurídica a partir de 1930 para NV Glasfabriek Leerdam, que enfrentou dificuldades durante os anos de crise. Desenhou novos estatutos e um acordo com os sindicatos para a participação dos trabalhadores, que, assim como o diretor, fizeram um sacrifício salarial, que foi calculado progressivamente (crescentemente) e depositado em um Fundo de Provisão de Capital. Exclusivamente nos Países Baixos, foi criado um conselho de trabalhadores e cada sindicato forneceu um comissário para o conselho de supervisão. A Fábrica de Vidro sobreviveu assim à crise de 1931-1936. Dentro da ARP, Gerbrandy defendeu uma lei para declarar os acordos coletivos de trabalho (CAO) geralmente vinculativos, que foi introduzida em 1937 (lei de 25 de maio de 1937). 

### Primeiro-ministro
Em 1939 tornou-se ministro da Justiça no Gabinete De Geer II, o primeiro do Governo neerlandês no exílio. A sua participação neste "gabinete nacional" foi seriamente ressentida por Colijn e pelos outros líderes do Partido Antirrevolucionário (com quem ele não tinha consultado antes de aderir). Mas Gerbrandy não quis recusar o pedido de adesão a este gabinete devido à ameaça de guerra e à importância de que o SDAP assumisse a responsabilidade governamental.  No verão de 1940 foi retirado do cadastro do partido, pelo seguinte motivo: “saiu sem deixar endereço”.  Ele fugiu com o gabinete para o Reino Unido em 13 de maio de 1940 e foi pessoalmente nomeado primeiro-ministro pela Rainha Guilhermina em setembro de 1940 no Gabinete Gerbrandy I e mais tarde no Gabinete Gerbrandy II. Gerbrandy não se considerou adequado, mas o outro candidato, o Ministro das Relações Exteriores Eelco van Kleffens, recusou.  Em 1942 ele entrou em conflito com a Rainha Guilhermina. Ela queria fazer uma viagem diplomática aos Estados Unidos sem ministro. Além disso, ao preparar o governo do pós-guerra, Guilhermina quis estipular que haveria - inconstitucionalmente - um “Governo Provisório” de ex-combatentes da resistência. Gerbrandy venceu, mas teve que ameaçar renunciar sete vezes.  Em fevereiro de 1945, os ministros socialistas deixaram o seu gabinete. Gerbrandy formou um novo gabinete (Gabinete Gerbrandy III), que se extinguiu em 12 de maio de 1945, quando a Holanda foi libertada. Gerbrandy é o único primeiro-ministro na história holandesa que governou sem parlamento. De Londres, ele inspirou a resistência com sua voz característica em palestras de rádio. Isso lhe rendeu o apelido de "Pequeno Churchill". 

### Membro da Câmara dos Representantes
Após a libertação, Gerbrandy tornou-se presidente do Conselho para a Restauração de Direitos, instituição que foi fundada em 9 de agosto de 1945 para corrigir a injustiça cometida pelo ocupante alemão durante a Segunda Guerra Mundial de apropriação e liquidação de bens de indivíduos e instituições como tanto quanto possível, desfazer e restaurar relações jurídicas tanto quanto possível. 
Em 1950, Gerbrandy publicou Indonésia, que oferecia uma explicação da história da relação entre os Países Baixos e as Índias Orientais Holandesas (hoje Indonésia) de 1600 a 1948, que incluía "As Índias sob o domínio holandês", "O Estado de Direito ", "A Ocupação Japonesa" e "Caos", com cada seção descrevendo as observações de Gerbrandy. 
Como presidente do Comitê Nacional para a Manutenção da Unidade Nacional, ele foi um feroz oponente da política de sucessivos gabinetes das Índias. Como membro do Parlamento desde 1948, muitas vezes prestou pouca atenção à linha estabelecida pela facção. Ele estava fortemente comprometido com uma posição de igualdade para o Frísio. Em 1955 foi nomeado Ministro de Estado e em 1956 tornou-se membro da Comissão dos Três que tinha de encontrar uma solução para o caso Greet Hofmans. Em 1959 não se candidatou à reeleição como deputado ao Parlamento. 

## Planos para um "golpe"

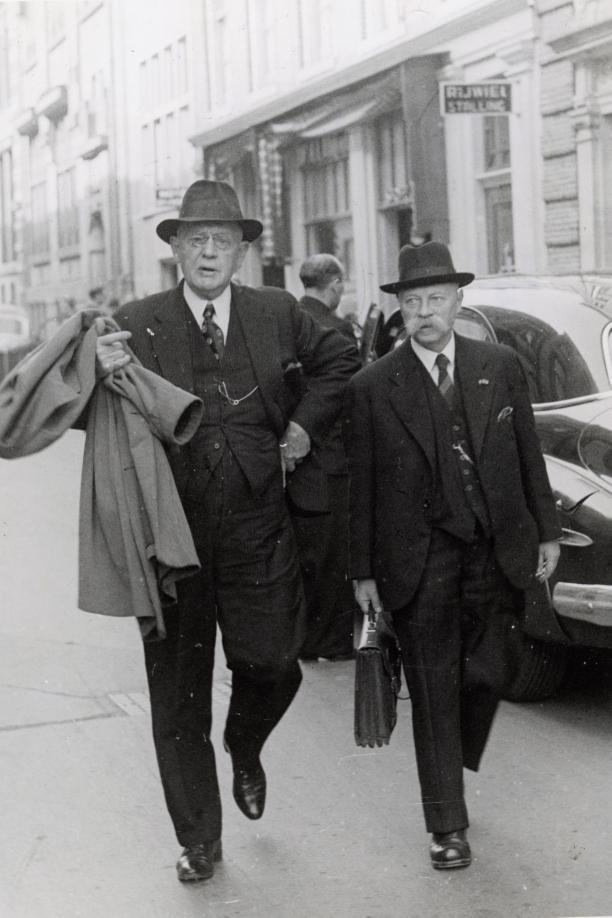
Welter e Gerbrandy (à direita) chegam ao Tribunal Especial em Amsterdã em 9 de maio de 1947

Segundo rumores, Gerbrandy esteve intimamente envolvido nos planos em 1947/1948 para depor, se necessário pela força, o Gabinete Beel I em 1948.  O serviço de segurança interna estava preocupado com a possibilidade de os ferozes discursos de Gerbrandy no rádio criarem uma oposição ilegal.   Mas parecia não haver obstáculo à nomeação de Gerbrandy como Ministro de Estado em 1955. Em 4 de dezembro de 1979, foram feitas perguntas parlamentares sobre o caso pelo deputado Henk Waltmans do então PPR. Loe de Jong discutiu extensivamente o episódio notável e pouco exposto em seu epílogo da obra "O Reino dos Países Baixos na Segunda Guerra Mundial" na parte 12 (segunda metade), no capítulo Comissão Geral/Linggadjati. Em 2015, foi anunciado que o 'Soldado de Orange' Erik Hazelhoff Roelfzema fazia parte da conspiração  e que havia sido feita uma tentativa de assassinar o líder do PvdA, Koos Vorrink. 

### Fasseur
Em 2014, o biógrafo Fasseur colocou esses incidentes em perspectiva como expressões descontroladas e falou de "sonhar acordado" e do "erro de Gerbrandy", comparável ao de Troelstra em 1918.  Ele descreveu como não há evidências de uma conspiração golpista. Gerbrandy, como estadista e advogado, opôs-se à quebra da unidade constitucional do império com as Índias Orientais Holandesas. Em fevereiro de 1944, Gerbrandy deu uma palestra em Oxford sobre o pensador calvinista Althusius e o "direito de resistência" contra as políticas ilegais das autoridades competentes, mas por outro lado ele era muito monarquista e não teria tomado quaisquer medidas práticas contra o testamento da rainha Guilhermina.  Fasseur não mencionou Vorrink, mas mencionou duas pistas: o General Kruls mencionou em suas memórias  que "um estadista" lhe dissera que uma tomada do poder seria possível com a ajuda de Kruls, ao que Kruls supostamente respondeu que eles estaria presente dentro de 24 horas. A polícia estaria lá. Relatórios de reuniões do Comitê de Unidade Nacional em fevereiro de 1948, que podem ter sido feitos pelo general Eduard Engles do KNIL, mostram que Gerbrandy e Welter acreditavam que o gabinete deveria cair rapidamente, se necessário pela força. Mas o apoio acabou por ser muito pequeno, dissera "o Professor". A iniciativa poderia ter vindo melhor da Índia. Wilhelmina apoiou seus ministros em um discurso em 3 de fevereiro de 1948. 

## Condecorações
| Honras              |                                                            |               |                    |                                             |
| Fita                | Honra                                                      | País          | Data               | Comentário                                  |
|                     | Cavaleiro Grã-Cruz da Ordem do Leão Neerlandês             | Países Baixos | 6 de maio de 1946  | Elevado de Cavaleiro (28 de agosto de 1930) |
|                     | Cavaleiro Grã-Cruz da Ordem de Orange-Nassau               | Países Baixos | 5 de abril de 1955 | [ 2 ]                                       |
|                     | Grã-Cruz da Ordem de Adolfo de Nassau                      | Luxemburgo    |                    | [ 2 ]                                       |
|                     | Cavaleiro Honorário Grã-Cruz da Ordem do Império Britânico | Reino Unido   |                    | [ 28 ]                                      |
| Títulos Honoríficos |                                                            |               |                    |                                             |
| Fita                | Honour                                                     | País          | Data               | Comentário                                  |
|                     | Ministro de Estado                                         | Países Baixos | 5 de abril de 1955 | Estilo de Excelência                        |

## Curiosidades
- A rainha Guilhermina o chamava de "o leão-marinho" em suas cartas à princesa Juliana por causa de sua pequena estatura (1,61 m de altura) e bigode grande. [29]